# Herbort von Fritzlar
Herbort von Fritzlar war ein deutscher Dichter des Mittelalters. Sein einzig bekanntes Werk, ein Troja-Epos von 18.458 Versen in mittelhochdeutscher Sprache, dürfte zwischen 1190 und 1200 entstanden sein.

## Leben und Werk
Herbort nennt sich selbst im Epilog seines „Liet von troye“ als „von fritslar herbort ein gelarter schulere“ („Herbort aus Fritzlar, ein gelehrter Studierter“). Im Prolog erwähnt er, dass Landgraf Hermann von Thüringen ihn mit dem Werk beauftragt habe. Es ist nicht zu entscheiden, ob er Magister am Petersstift in Fritzlar war oder zum Thüringer Hofklerus gehörte.
Das „Liet von troye“ („Gesang“ oder „Dichtung von Troja“) ist die älteste überlieferte Troja-Dichtung in deutscher Sprache. Herbort arbeitete nach einer altfranzösischen Vorlage, der gegen 1165 für den anglonormannischen Königshof verfassten „Estoire de Troie“ des Benoît de Sainte-Maure, kürzt diese allerdings deutlich und nimmt deren höfisierende Tendenz zurück. Der antike Stoff wird so stärker als Geschichtsepos und weniger forciert als bei Benoît als höfischer Roman gestaltet. Das Leid des Krieges etwa stellt Herbort illusionslos und ohne Beschönigung dar.

## Stoff und Verbreitung
Der Stoff des „Liet von troye“, die Vernichtung Trojas durch die Griechen, gehört zu den beliebtesten und ideologisch einflussreichsten Erzählthemen des Mittelalters. Er bildete außerdem die Vorgeschichte zu dem wenige Jahre zuvor am Landgrafenhof entstandenen Eneasroman des Heinrich von Veldeke, einem Bestseller der mittelhochdeutschen Literatur. Herbort steht in formaler Hinsicht (Reinheit der Reime) zwar in der Nachfolge Heinrichs von Veldeke, aber er erreicht dessen dichterische Qualität nicht. Sein Roman hat vielleicht deshalb kaum Verbreitung gefunden und ist nur in einer einzigen Handschrift von 1333 vollständig überliefert.
Siehe auch: Höfische Epik, Antikenroman